# Agyemang Diawusie
Agyemang „Agy“ Diawusie (* 12. Februar 1998 in Berlin; † 28. November 2023) war ein deutscher Fußballspieler.

## Karriere

### Verein
Nachdem er zunächst beim SV Fortuna Regensburg gespielt hatte, wechselte Diawusie in die Jugendabteilung des SSV Jahn Regensburg. Zu Beginn des Jahres 2014 folgte der Transfer zu den B-Junioren des 1. FC Nürnberg, für die er in den folgenden anderthalb Jahren in 22 Ligaspielen neun Tore erzielte. Mit dieser Bilanz machte er auch den damaligen Zweitliga-Verein RB Leipzig auf sich aufmerksam, der ihn im Sommer 2015 ablösefrei verpflichtete. Für diesen Verein absolvierte er insgesamt 48 Spiele in der A-Junioren-Bundesliga und schoss 19 Tore. 2016 gewann er mit dem Team den sächsischen A-Junioren-Pokal. Darüber hinaus wurde er dreimal in Leipzigs zweiter Mannschaft eingesetzt.
Im Sommer 2017 stattete ihn RB Leipzig mit einem Profivertrag bis 2020 aus und verlieh ihn für die Saison 2017/18 an den Drittligisten SV Wehen Wiesbaden, bei dem er mit vier Toren und elf Vorlagen in 35 Einsätzen eine starke Debütsaison im Profifußball hatte.
Zur Saison 2018/19 kehrte Diawusie nicht nach Leipzig zurück, sondern wechselte zum Zweitligisten FC Ingolstadt 04, bei dem er einen Vertrag mit einer Laufzeit bis zum 30. Juni 2021 unterschrieb. Nachdem er bis zur Winterpause nur zu einem Kurzeinsatz gekommen war, kehrte er Ende Januar 2019 bis zum Saisonende auf Leihbasis zum SV Wehen Wiesbaden zurück. Diawusie kam in der Rückrunde in 14 Drittligaspielen zum Einsatz, in denen er zwei Tore erzielte und fünf weitere vorbereitete. Der SV Wehen Wiesbaden belegte den 3. Platz und traf in der Relegation auf den FC Ingolstadt 04. Um Diawusie zu „schützen“, wurde er vom SV Wehen Wiesbaden für die Relegationsspiele freigestellt. In der Relegation stieg der SV Wehen Wiesbaden in die 2. Bundesliga auf.
Zur Saison 2019/20 kehrte Diawusie zum in die 3. Liga abgestiegenen FC Ingolstadt 04 zurück.
Im Sommer 2020 wechselte er zu Dynamo Dresden. Mit Dresden stieg er 2021 in die 2. Bundesliga auf. Aus dieser stieg er mit Dynamo dann am Ende der Saison 2021/22 jedoch direkt wieder ab. Insgesamt kam er für Dresden zu 14 Zweit- und 24 Drittligaeinsätzen.
Nach dem Wiederabstieg wechselte Diawusie zur Saison 2022/23 zum österreichischen Bundesligisten SV Ried, bei dem er einen bis Juni 2024 laufenden Vertrag erhielt. In Ried spielte er allerdings keine Rolle und kam bis zur Winterpause nur zu einem Kurzeinsatz in der Bundesliga. Daraufhin wurde sein Vertrag im Januar 2023 wieder aufgelöst. Er schloss sich daraufhin dem Drittligisten SpVgg Bayreuth an, bei dem er ein Arbeitspapier bis Saisonende unterschrieb.
Zur Saison 2023/24 kehrte Diawusie zu seinem Jugendverein SSV Jahn Regensburg zurück, der zuvor in die 3. Liga abgestiegen war. Dort absolvierte er unter Joe Enochs bis zum 16. Spieltag 12 Einsätze, von denen er 7-mal in der Startelf stand.

### Nationalmannschaft
Im Jahr 2016 wurde Diawusie für ein Trainingslager der deutschen U-19-Junioren in Spanien nominiert, in dessen Rahmen er an einem Freundschaftsspiel gegen Tschechien teilnahm.

## Tod
Am 28. November 2023 starb Diawusie im Alter von 25 Jahren an einem plötzlichen Herztod, der mutmaßlich durch einen viralen Infekt mit Verdacht auf eine Herzmuskelentzündung ausgelöst wurde. Sein Tod führte zu großer Anteilnahme. So gab es am 17. Spieltag der 3. Liga eine ligaweite Gedenkminute. Die Mannschaft des SSV Jahn Regensburg war in dieser Schweigeminute vor dem Heimspiel gegen die zweite Mannschaft des SC Freiburg sichtlich ergriffen und spielte anschließend mit Trauerflor. Vor Spielbeginn hielten Fans auf der Hans Jakob Tribüne im Jahnstadion schwarze Folien hoch. Zu sehen war zudem ein Banner mit der Aufschrift „Ruhe in Frieden Agy“ und ein Trikot mit Diawusies Nummer 24. In der 24. Minute erhoben sich alle Zuschauer im Stadion und applaudierten. Auch waren „Agy Agy Agy“-Sprechchöre zu hören. Das Spiel gewannen die Oberpfälzer mit 3:2.

## Erfolge
- Aufstieg in die 2. Bundesliga (3): 2019 (SV Wehen Wiesbaden), 2021 (Dynamo Dresden), 2024 (SSV Jahn Regensburg; posthum)
  - als Meister der 3. Liga: 2021
- Hessenpokalsieger: 2019

## Sonstiges
Sein Cousin Ransford Königsdörffer (* 2001) ist ebenfalls Fußballspieler.
Diawusie war bis zu seinem Tod mit 50 Prozent an der Ere Studios GmbH beteiligt, die das Modelabel ére studios betreibt. Die übrigen 50 Prozent werden von Niklas-Wilson Sommer gehalten. Diawusie war bis zu seinem Tod neben Sommer Geschäftsführer der Gesellschaft.